# Impianto ITREC
L'impianto ITREC (acronimo di Impianto di Trattamento e Rifabbricazione Elementi di Combustibile) è un impianto nucleare italiano, situato nel Centro di ricerca Enea-Trisaia di Rotondella (MT) e utilizzato per la conservazione e la sperimentazione del ritrattamento del combustibile nucleare derivato da un ciclo torio-uranio.

## Storia
L'impianto è stato costruito nel periodo 1965-1970 dal CNEN, Comitato Nazionale per l'Energia Nucleare. Tra il 1969 e il 1971, in seguito all'accordo tra il CNEN e la statunitense USAEC, sono stati trasferiti nell'impianto 84 elementi di combustibile irraggiato uranio-torio provenienti dal reattore sperimentale Elk River (Minnesota). Nell'impianto sono state condotte ricerche sui processi di ritrattamento e rifabbricazione del ciclo uranio-torio per verificare l'eventuale convenienza tecnico-economica rispetto al ciclo del combustibile uranio-plutonio normalmente impiegato.
Nel 1973 il CNEN è divenuto proprietario degli 84 elementi di combustibile di Elk River, 20 dei quali sono stati ritrattati. Nel 1987 a seguito del referendum sul nucleare, le attività sono state interrotte. Da allora è stato garantito il mantenimento in sicurezza dell'impianto a tutela della popolazione e dell'ambiente.
Nel 2003, SOGIN ha assunto la gestione dell'impianto con l'obiettivo di realizzare lo smantellamento: allontanamento del combustibile nucleare, decontaminazione e smantellamento delle strutture e gestione e messa in sicurezza dei rifiuti radioattivi.

## L'impianto ITREC e le proteste di Scanzano Jonico
Nel novembre del 2003 il suolo del comune di Scanzano Jonico, distante circa dieci chilometri dall'impianto di Rotondella, venne designato dal Consiglio dei ministri, come sede unica nazionale per la raccolta di rifiuti radioattivi di “alta e media durata” (2ª e 3ª categoria), complessivamente circa 60.000 metri cubi, nella frazione costiera di Terzo Cavone profonda solo pochi metri sul livello del mare. Questa decisione provocò forti proteste pacifiche e nascita di movimenti popolari che si riassumono nei “giorni di Scanzano” dal 13 al 27 novembre dello stesso anno e che si conclusero con la formazione di un nuovo emendamento da parte del Consiglio dei ministri dove si cancellò il nome di Scanzano Jonico dal decreto ufficiale riguardante i rifiuti radioattivi.

## Smantellamento
Nel 2005, la Sogin ha realizzato, all'interno dell'impianto, un laboratorio per il monitoraggio ambientale tra i più moderni in Italia. Nel 2008, sono state ultimate le attività di sostituzione della condotta di scarico a mare ed è stata completata e collaudata la nuova cabina di manovra e demolita quella realizzata negli anni ottanta.
A luglio 2011 è stata presentata, al Ministero dello Sviluppo Economico, l'istanza di autorizzazione per la disattivazione dell'impianto.
SOGIN ha avviato, nel luglio 2012, lo smantellamento del deposito interrato di rifiuti radioattivi. Il deposito interrato, realizzato in cemento armato nei primi anni settanta durante l'esercizio dell'impianto, ha un volume di 54 metri cubi e si trova ad una profondità di 6 metri. Al suo interno i rifiuti radioattivi sono conservati in fusti di tipo petrolifero da 220 litri, inglobati in malta cementizia e disposti in 5 livelli dentro 20 celle.
I rifiuti radioattivi liquidi prodotti durante l'esercizio dall'impianto sono cementati e stoccati in sicurezza. Nell'ambito delle attività di gestione e messa in sicurezza dei rifiuti, SOGIN ha realizzato una barriera di contenimento idraulico per garantire le massime condizioni di sicurezza nello svolgimento dei lavori di bonifica del deposito interrato, denominata fossa irreversibile, dal quale i rifiuti radioattivi presenti saranno rimossi e messi in sicurezza all'interno dei depositi dell'impianto.
Nel 2010 è stato approvato dall'ISPRA, l'Autorità di controllo sul nucleare, il progetto per la realizzazione dell'impianto per la cementazione di circa 3 metri cubi di soluzione liquida uranio-torio, denominata prodotto finito, derivante dalle attività sperimentali di riprocessamento del combustibile. Di questo impianto è stato realizzato e collaudato il prototipo della cella di cementazione (denominato mock up), in scala 1:1, per testare i componenti e il processo e per addestrare il personale. Nel marzo del 2011, il progetto dell'Impianto ICPF ha ottenuto la VIA, Valutazione di Impatto Ambientale, da parte del Ministero dell'Ambiente e della Tutela del Territorio e del Mare.
Nel 2011 SOGIN, all'interno delle celle di taglio appositamente allestite, ha completato il trattamento e il condizionamento dei rifiuti solidi pregressi (progetto SIRIS – sistemazione rifiuti solidi) che si trovavano all'interno di 18 containers. I piazzali che li ospitavano sono stati liberati e riqualificati.
In linea con il progetto SIRIS, a seguito di un'ulteriore autorizzazione dell'organo di controllo, l'ISPRA, proseguono i lavori di trattamento dei rifiuti solidi prodotti dal mantenimento in sicurezza e dalle attività propedeutiche allo smantellamento dell'impianto.
Nell'impianto ITREC sono stoccati 64 elementi di combustibile irraggiato del ciclo uranio-torio che non possono essere riprocessati, poiché non esistono al mondo impianti industriali in grado di ritrattare questo tipo di combustibile. Sogin ha realizzato due cask, capaci di ospitare 32 elementi di combustibile ciascuno, abilitati allo stoccaggio in sicurezza e al successivo trasporto, in vista del trasferimento degli stessi al Deposito Nazionale.